# Antonín Kinský (1955)
Antonín Kinský (8. listopadu 1955 Praha – 28. května 2012 Praha), celým jménem německy Maria Antonius Bernhard Georg Andreas Kinský pocházel z kostelecké větve dříve šlechtického rodu Kinských z Vchynic a Tetova, která po roce 1948 zůstala v Československu. Byl svobodný a bezdětný.

## Život
Narodil se 8. listopadu 1955 v Praze jako druhý syn a poslední ze dvou potomků hraběte Josefa Kinského z Vchynic a Tetova (1913–2011) a jeho manželky Bernadetty, rozené Merveldt (1922–2016). Měl bratra Františka (* 27. prosinec 1947 Hradec Králové).
V deváté třídě základní školy vážně onemocněl, propásl přijímací zkoušky a musel ročník opakovat. Chodil však za školu a dostal trojku z chování. Za školu chodil i na gymnáziu. Ředitel mu nabídl možnost studovat dálkově, ale i s tímto studiem přestal.
Začal pracovat v zahradnictví, zoologické zahradě, prodával knihy v antikvariátu, kde zůstal téměř dva roky, ale pak si zlomil krční obratle při autonehodě otce. Také obsluhoval telefonní ústřednu. Za totality pracoval jako recepční v motelu v Průhonicích. Nakonec byl povýšen na vedoucího směny. Motel byl v roce 1988 stržen. Také se mu podařilo dálkově vystudovat hotelovou školu. V únoru 1989 začal pracovat v hotelu Jalta na Václavském náměstí v Praze. Jako recepční tam vydržel více než tři roky. V době totality netoužil emigrovat, přestože se mohl přestěhovat k babičce do Rakouska. V 90. letech 20. století zřídil s dvěma společníky kavárnu "BarBar" na Malé straně a následně s jedním společníkem restauraci "Století" na Starém Městě nedaleko Národního divadla. I tam však i nadále pracoval jako číšník. Krátkou dobu provozoval klenotnictví, to mu však vykradli.
Antonín Kinský zemřel v Praze po dlouhodobé nemoci. Poslední rozloučení se konalo ve čtvrtek 7. června 2012 v kostele sv. Antonína v Praze. Rakev byla pokryta textilií, na které byl vyobrazen historický erb rodu. Smutečního aktu se zúčastnil také Karel Schwarzenberg a Bolek Polívka.

## Filmografie
- Zapomenuté světlo (režie Vladimír Michálek) – vedlejší role, jako neherec zde hraje taktéž postavu hraběte Filipa Kinského[8]